# Avelino González Mallada
Avelino González Mallada (Gijón, 7 de agosto de 1894 - Woodstock, Estados Unidos, 27 de marzo de 1938) fue un anarcosindicalista español.

## Biografía
En 1905 entró a trabajar en la fábrica Laviada. Miembro de la Confederación Nacional del Trabajo (CNT) desde 1911, en 1915 fue despedido del trabajo por su militancia, por lo que tuvo que emigrar a París, donde permaneció hasta 1919. Al regresar, no encontró trabajo por estar en la lista negra de la patronal, por lo que se fue a La Felguera, volviendo a Gijón en 1922. Fue Secretario General entre septiembre de 1925 y julio de 1926. En 1926 fue maestro en la Escuela Neutra de Eleuterio Quintanilla. Escribió en diversas publicaciones libertarias durante la II República. Fue masón de la logia Jovellanos, exaltado al grado de Maestro en 1927, y alcalde de Gijón entre 1936 y 1937.
Falleció en el Estado de Virginia ( EE. UU.) el 27 de marzo de 1938, víctima de un accidente de tráfico, cuando se trasladaba en automóvil a California para tomar parte en una serie de actos de propaganda en favor de la España republicana. A su muerte dejó viuda, Florentina Fernández y dos hijos, menores de edad, Avelino y Amapola.
| Predecesor: Jaime Valdés Estrada | Alcalde de Gijón 1936-1937               | Sucesor: Alberto Martínez F. Setién |
| Predecesor: Se desconoce         | Secretario General de la CNT 1925 - 1926 | Sucesor: Segundo Blanco             |

## Homenajes
- Cuenta con una calle a su nombre en Gijón en el barrio de El Coto.[2]
- En 2019 varias organizaciones republicanas y memorialistas realizaron un homenaje para recordar a Avelino González Mallada en el barrio de El Coto, Gijón.[3]